# Коатланский сапотекский язык
Коатланский сапотекский язык (Coatlán Zapotec, San Miguel Zapotec, Santo Domingo Coatlán Zapotec, Western Miahuatlán Zapotec, Zapoteco de Santa María Coatlán) — сапотекский язык, на котором говорят примерно в 7 городах, в основном в городе Санто-Доминго-Коатлан, около региона Чатино штата Оахака в Мексике.